# Mistrzostwa Świata w Short Tracku 1994
19. Mistrzostwa Świata w Short Tracku odbyły się w Wielkiej Brytanii, w Guildford, w dniach 31 marca – 2 kwietnia 1994 roku. Rozegrano 10 konkurencji: 500 m, 1000 m, 1500 m, 3000 m kobiet i mężczyzn oraz sztafetę 3000 m kobiet i 5000 m mężczyzn. Medale przyznano w wieloboju i sztafetach. W klasyfikacji medalowej najlepsi byli Kanadyjczycy.

## Klasyfikacja medalowa
| Lp. | Kraj             | Złoto | Srebro | Brąz | Razem |
| 1.  | Kanada           | 3     | 1      | 1    | 5     |
| 2.  | Japonia          | 1     | 0      | 0    | 1     |
| 3.  | Korea Południowa | 0     | 1      | 3    | 4     |
| 4.  | Australia        | 0     | 1      | 0    | 1     |
| 4.  | Chiny            | 0     | 1      | 0    | 1     |

## Medaliści
| Konkurencja | Złoto                                                                                          | Srebro                                                                        | Brąz                                                                                       |
| Mężczyźni   |                                                                                                |                                                                               |                                                                                            |
| Wielobój    | Marc Gagnon                                                                                    | Frederic Blackburn                                                            | Chae Ji-hoon                                                                               |
| Sztafeta    | Japonia Hideto Imai · Yuichi Akasaka · Satoru Terao · Tatsuyoshi Ishihara                      | Australia Steven Bradbury · Andrew Murtha · Richard Nizielski · Kieran Hansen | Kanada Stephen Gough · Frédéric Blackburn · Denis Mouraux · Derrick Campbell · Marc Gagnon |
| Kobiety     |                                                                                                |                                                                               |                                                                                            |
| Wielobój    | Nathalie Lambert                                                                               | Kim So-hee                                                                    | Kim Ryang-hee                                                                              |
| Sztafeta    | Kanada Christine Boudrias · Sylvie Daigle · Isabelle Charest · Angela Cutrone · Nathalie Lambe | Chiny Su Xiaohua · Wang Xiulan · Yang Yang (A) · Zhang Yanmei · Zhang Jing    | Korea Południowa Kim Yun-mi · Chun Lee-kyung · Kim So-hee · Won Hye-kyung                  |

## Wyniki
| Konkurencja | 1.                 | 2.                 | 3.               |
| Mężczyźni   |                    |                    |                  |
| 500 metrów  | Frédéric Blackburn | Derrick Campbell   | Kim Ki-hoon      |
| 1000 metrów | Marc Gagnon        | Frédéric Blackburn | Derrick Campbell |
| 1500 metrów | Chae Ji-hoon       | Marc Gagnon        | Derrick Campbell |
| 3000 metrów | Orazio Fagone      | Chae Ji-hoon       | Marc Gagnon      |
| Kobiety     |                    |                    |                  |
| 500 metrów  | Marinella Canclini | Nathalie Lambert   | Yang Yang (A)    |
| 1000 metrów | Nathalie Lambert   | Kim So-hee         | Kim Ryang-hee    |
| 1500 metrów | Kim So-hee         | Nathalie Lambert   | Kim Ryang-hee    |
| 3000 metrów | Nathalie Lambert   | Kim Ryang-hee      | Yang Yang (A)    |